# NGC 1482
NGC 1482 is een lensvormig sterrenstelsel in het sterrenbeeld Eridanus. Het hemelobject werd op 19 december 1799 ontdekt door de Duits-Britse astronoom William Herschel.

## Synoniemen
- GC 787
- IRAS 03524-2038
- ESO 549-33
- H 3.962
- h 2594
- MCG 003-10-054
- PGC 14084